# Amerila abdominalis
Amerila abdominalis là một loài bướm đêm thuộc phân họ Arctiinae, họ Erebidae.